# Monogliceridă
Monogliceridele  sau monoacilglicerolii (format de la mono- și gliceridă) este un compus organic de tip ester, derivat de la glicerol, care a fost esterificat cu o singură moleculă de acid gras. În funcție de poziția grupei hidroxil (-OH) libere în cadrul moleculei, există 2 forme de monogliceride, mai exact: 1-monogliceride și 2-monogliceride.

## Sinteză
Monogliceridele sunt produși intermediari în procesul degradării lipidelor. Sunt produse și la nivel industrial, iar în natură sunt prezente în nivele mici (0,1-0,2%) în unele uleiuri obținute din semințe, precum uleiul de măsline, de semințe de rapiță și de bumbac.

## Exemple

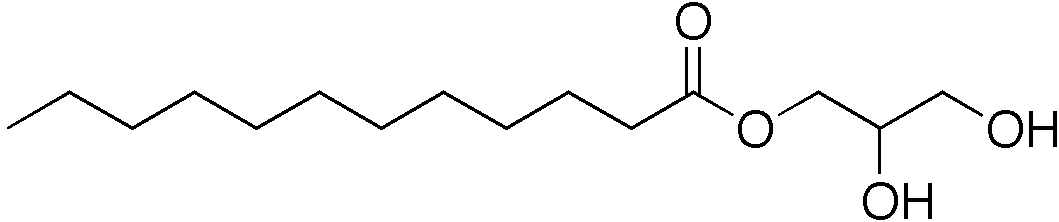
Monolaurină, utilizată în cosmetică și pe post de aditiv alimentar
Monostearat de gliceril, utilizat ca aditiv alimentar: agent de îngroșare, emulgator, conservant
Hidroxistearat de gliceril, utilizat în produse cosmetice și de îngrijire a pielii

## Utilizări
- Aditivi alimentari
- Digliceridă
- Trigliceridă